# 대구 FC
대구 FC(Daegu Football Club)는 대한민국 대구광역시에 있는 축구 선수단이다. 대구시민프로축구단이 운영하는 남자 프로 축구단이며, 2003년에 창단되었다.
2002년에 대한민국 프로 축구 역사상 최초의 시민구단으로 창단되었고, 법적으로는 주식회사이며, 시민들이 다수의 주주로 참여하고 있다. 현재 K리그1에 소속되어 있으며 조광래 전직 대한민국 축구 국가대표팀 감독이 대표이사 겸 단장을 맡고 있다. 2023년 삼성 라이온즈의 급격한 부진으로 높지 않은 순위임에도 불구하고 삼성 라이온즈의 대체재로 자리매김했는데 이 팀의 모체인 삼성이  지하철 사고 여파로 시민주 공모에 어려움을 겪은 해당 구단(대구 FC)에 30억원을 후원하기도 했다. 2024년도에는 삼성 라이온즈가 상위권으로 도약하면서 2021년 이후 다시 쌍끌이 흥행에 시동을 걸고 있다.
리저브 팀으로 대구 FC B를 두고 있다.

## 역사

### 초창기
대구FC는 2002년 FIFA 월드컵의 축구 붐에 힘입어 대한민국 최초로 시민 구단의 개념을 도입하면서 창단되었다. 월드컵이 끝난 후 2002년 8월 6일 창립 회의를 시작으로 2002년 10월 9일 (주)대구시민프로축구단이라는 공식 명칭으로 첫 창립 총회를 열면서 창단하게 된다. 이후 2002년 11월 15일부터 12월 24일간 1차 시민주 공모를 실시해 127억원의 자금을 확보하였으며, 2002년 12월 26일 한국프로축구연맹에 의해 창단이 승인되었다. 2003년 3월 19일 공식 창단식을 거행하였으며 초대 감독으로 1980년대와 1990년대 대한민국 국가대표팀을 이끌었던 박종환을 선임하고 K리그 2003 시즌에 참가하였다. 같은 해 광주 상무 불사조의 참가로 총 12개의 팀이 리그를 구성하였다. 첫 번째 시즌에 오주포가 주장으로 선임되었고, 김학철이 부주장으로 임명되었다. 두 명의 체코 선수인 로만과 얀을 영입하였고, 튀르키예 국가대표 출신 수비수 라힘 자페르 또한 선수 생활의 황혼기에 대구로 왔다.

한편, 대구광역시를 상징하는 새가 독수리라 '대구 이글스'로 정해졌으나 시민들과 프로야구 한화 이글스 팬들의 반대로  무산됐다.
K리그에 첫 참가한 2003년, 대구월드컵경기장에서 열린 창단 첫 리그 경기 수원 삼성 블루윙즈와의 경기에서 패한 것이 첫 K리그 공식 경기였고, 4월 2일 안양 LG 치타스전에서 오주포가 골을 기록하며 구단 창단골의 주인공이 되었다. 이후 2003 K리그는 11위로 마쳤다. 2003년 FA컵에서는 32강에서 명지대학교, 16강에서는 건국대학교를 꺾고 8강에 진출했지만 울산 현대에게 패하고 말았다.
인천유나이티드 FC의 참가로 13팀이 경쟁한 2004 시즌에서는 부천 SK, 인천유나이티드 FC, 대전시티즌에 이어 10위에 올랐고, 2005 시즌에는 9위에 올라 처음으로 한 자리 순위를 차지하게 되었다.
2006 시즌을 앞두고 참가한 통영컵에서 인천유나이티드 FC, 퀸즐랜드 로어, 그리고 베이징 궈안을 제치고 우승을 차지하였다. 통영컵은, 대구에게는 첫 번째 우승 트로피를 안겨 준 대회였다. 그러나 막상 정규 리그에서 그들의 성적은 처참했다. 전기 리그에서 단 2승을 따내었다. 그러나 후기 리그에서 그들은 6승을 기록하며 4위에 올랐고, 최종 성적 7위를 기록했다.

### 2006~2009
2006년 시즌이 끝나고 계약이 만료된 박종환 감독과 재계약하지 않기로 했다. 그리고 2006년 12월 1일 대한민국의 대표적인 공격수였던 변병주가 2대 감독으로 선임되었다. 변병주는 대구 FC의 감독으로 선임되기 전까지 프로 팀 감독 경험이 전무했다.
2007년에 K리그는 제도를 바꿔 6강 플레이오프 제도를 도입했다. 참가 원년부터 꾸준히 성적을 상승시켜 온 대구는 6강에 대한 희망을 품고 2007 시즌에 돌입했다. 그러나 6승을 따내며 12위에 그쳤다. 그 와중에도 2006년 시즌 후 인천 유나이티드 FC에서 트레이드로 영입한 이근호는 한국인 최다 득점을 기록했다. 삼성 하우젠컵 2007에서는 그룹 스테이지에서 탈락했다. 그러나 루이지뉴가 9경기에서 7골을 터뜨리며 대회 득점왕에 올랐다. FA컵에서는 16강에서 인천 유나이티드 FC에 패하고 말았다.
2008 삼성 하우젠 K리그에선 공격 축구를 강조하였고, 상대 팀에 상관없이 꾸준한 공격을 펼친 결과 시합마다 많은 골이 나는 팀으로 유명해졌다. 시즌 최다 득점인 46점(수원 삼성 블루윙즈와 동률)을 기록함과 동시에 또한 최다 실점인 58점을 기록하였고, 무승부 경기 역시 단 2경기에 불과하며 승패에 상관없이 흥미로운 경기 내용을 펼친 덕에 '총알 축구', 'K리그의 로맨티스트'라는 별명을 얻기도 하였다.
2009 K리그에서는 이근호, 진경선, 에닝요 등 팀의 주축 선수들이 모두 이적하는 바람에 크게 부진한 모습을 보였고 결국 최하위로 시즌을 마감하게 되었다. 대구 FC 서포터즈를 중심으로 변병주 감독의 사임을 촉구하는 운동이 벌어지기도 하였으나 2009년 11월, 변병주 감독과 대구 FC는 1년 재계약에 합의하였다. 그러나 재계약한 지 얼마 되지 않아 용병 영입 과정에서 에이전트들과의 비리에 적발되어 변병주 감독은 2009년 12월 7일 불명예 사퇴하였고, 국내 프로스포츠 감독 중 처음으로 선수 입단과 관련된 금품 수수 혐의로 구속되었다. 갑작스레 공석이 된 감독 자리를 메우기 위해 공개 감독 공모를 하게 된 결과, 27명의 응모자 중 2009 시즌까지 FC 서울의 수석코치를 역임했던 이영진이 2009년 12월 22일 자로 대구 FC의 제 3대 신임 감독으로 선임되었다.

### 2010~2011
2010 K리그에는 대구스타디움의 육상 트랙이 2011년 세계 육상 선수권 대회의 개최를 위해 보수 공사에 들어감에 따라 2011 시즌까지 대구시민운동장을 홈 구장으로 사용하게 되었다. 2008 K리그 드래프트에서 합류한 방대종은 새로운 주장으로 선임되었다. 2009 시즌이 끝나고 떠났던 레오가 새 감독 이영진의 부름을 받고 다시 돌아왔고, 또다른 브라질의 스트라이커 안델송이 합류하였다. 어린 아르헨티나의 수비수 루카스 바수알도도 대구에 합류하였으나 한번도 그라운드에 서지 못하고 시즌 중반에 팀을 떠났다. 안델송은 경기를 뛰었으나 큰 활약을 하지 못하고 같은 때에 떠났다. 대신 아르헨티나 공격수 이삭이 합류하여 후반기에 몇 경기를 뛰었다.
8월 15일 열린 2010 K리그 17라운드 포항 스틸러스와의 경기에서 흐린 날씨에 저녁 시간이 되어 어두워지고 있음에도 대구시민운동장 야구장에서 조명을 모두 사용한 탓에 전력 부족을 우려하여 조명탑을 작동시키지 않는 해프닝이 벌어졌다. 서포터즈들과 관계자들의 항의로 후반전부터는 3개의 조명탑을 가동하기는 하였으나, 경기 이후 축구팬들과 구단 관계자들은 축구장을 고려하지 않은 야구장의 조명 사용과 프로축구연맹의 안일한 사전 대응을 질타하였다. 대구는 지난 시즌과 마찬가지로 좋지 못한 경기를 펼쳤고, 광주 상무와 같은 승점을 기록하였지만 득실차에 밀려 15위로 리그를 마치었다. 수비는 57점을 헌납했다. 조형익은 8골로 팀 내 최다 득점에 올랐다.
2011 시즌 중반에 승부조작 사건에 연루된 온병훈, 조형익 등이 퇴출되어 팀을 떠났다. 핵심 주축을 잃었지만 대구 FC는 16개 팀 중 12위에 오르며 근소한 발전을 이루었다. 그러나 시즌이 끝난 후, 계약 기간이 1년 남은 이영진 감독을 경질하였다. 그리고 이틀 후인 11월 2일, 브라질 출신의 모아시르 페레이라를 새로운 감독으로 선임하였다.

### 2012~현재
브라질 유수의 명문 클럽과 브라질 U-20, U-23 국가대표팀의 수석코치직을 수행한 경험이 있는 모아시르 페레이라 감독은 자국 선수들에 대한 정보력을 바탕으로 브라질 청소년 대표팀 출신의 레안드루 리마와 코린치앙스 시절 유망주로 이름을 날렸던 지네우송을 영입하며 탄탄한 외국인 선수 라인을 구축하였고 이진호, 유경렬 등을 영입하며 공수에 걸친 보강을 실시하였다. 개막 이후 꾸준히 중위권 순위를 유지하며 기업 구단을 제외하고는 유일하게 상위 스플릿에 속하는 8위 이내의 순위를 유지해 왔으나 28라운드에 9위로 하락한 후 스플릿을 나누는 마지막 라운드인 30라운드에서 서울에 패하며 하위 스플릿에 속하게 되었다. 하지만 실관중 집계로 대다수 K리그 팀들의 평균 관중 수가 하락한 상황에서 평균 관중 수 상승을 기록하여 지역 팬들의 관심을 끌어모으는 데 성공하였다.
2012 시즌 대구FC는 모아시르 감독과의 재계약을 검토하였으나 상위 스플릿으로 진출하지 못했다는 점과 외국 국적의 감독과 코치들을 데리고 있는 것이 재정에 부담이 된다는 이유로 모아시르 감독을 재계약하지 않았다. 이후 수석코치직을 수행하던 당성증을 감독으로 승격시켰으나, 2013 시즌 8라운드까지 승리를 거두지 못하는 부진에 빠지자 당성증 감독은 성적 부진의 책임으로 자진 사퇴하고 후임 감독으로 K리그 득점왕 출신의 백종철을 선임하였다.
2013 시즌 대구는 33라운드까지는 12위를 유지하고 있었으나 34라운드 이후 강원 FC에 밀려 13위로 처졌고, 리그 최종전에서 0:0 무승부를 기록하여 순위를 뒤집지 못하고 K리그 챌린지로 강등되었다. 시즌 종료 후 백종철 감독이 사임하였고 최덕주 감독이 부임하였다.
K리그  챌린지에서의 첫 시즌인 2014 시즌이 한창이던 2014년 8월 말에 조광래 前 대한민국 국가대표팀 감독이 단장으로 부임하였고, 2달 후에는 구단의 대표이사를 겸임하게 되었다. 프런트로 일하기 시작한 조광래 단장은 노후화된 대구시민운동장 주경기장을 축구전용구장으로 리모델링할 것을 제안했고, 그의 제안이 수용되어 2017년부터 공사에 들어갔다. 한편 챌린지에서는 7위라는 실망스러운 성적으로 시즌을 마무리하였고, 최덕주 감독은 임기를 채우지 못한 채 시즌 후 전격 해임됐다.
2015 시즌을 앞두고 2010년부터 2011년까지 대구를 이끌었던 이영진 감독이 복귀했다. 2015 시즌 꾸준히 상위권을 유지하다 35라운드에는 마침내 1위에 올라섰다. 하지만 리그 2경기를 남기고 2위로 떨어지며 우승과 K리그 클래식 자동 승격의 기회를 놓친 채 승강 플레이오프에 참가하였다. 플레이오프에서 다시 승격의 기회를 노렸으나 수원 FC에 2-1로 패해 시즌을 마감하였다.
2016년 8월 12일 성적 부진으로 이영진 감독이 사퇴하였다. 이후 손현준 코치가 감독 대행을 맡아 잔여 시즌을 치렀고, 2016년 10월 30일 대전 시티즌과의 홈 경기에서 승리해 리그 2위 자리를 수성하며 K리그1 승격에 성공했다.
이후 지도력을 인정받은 손현준은 정식 감독으로 승진하였다.
2017년 5월 22일 손현준 감독이 성적 부진으로 사임하자, 안드레 코치가 감독 대행을 맡았다. 안드레는 특유의 지도력을 바탕으로 대구의 상승세를 이끌었고, 10월 28일 포항 스틸러스전에서 2:1 승리를 거두며 K리그 클래식 잔류를 이끌었다.
지도력을 인정받은 안드레 코치는 감독으로 승격되어 2018년부터 대구를 이끌게 되었다.
2018년에도 K리그1 잔류에 성공했으며, 창단 첫 FA컵 우승을 차지하며 2019 AFC 챔피언스리그 진출을 확정지었다. FA컵 우승이기는 하지만, 모처럼 거둔 대구 연고 프로 스포츠단의 우승이다. 주전 골키퍼 조현우는 구단 역사상 최초의 월드컵 국가대표 선수로 기록됐고, 월드컵을 마친 후 와일드카드로 출전한 아시안게임 금메달로 병역특례를 얻으며 구단의 복덩이로 등극했다.
2019년에는 시즌을 앞두고 DGB대구은행파크가 개장하자, 홈 구장을 DGB대구은행파크로 이전했다. 이에 따라 대구시민운동장은 제2 홈구장에서 메인 홈구장으로 승격됐으며, 대구시민운동장의 종합운동장 기능은 자연히 대구스타디움으로 이관됐다.
2019년 기준으로는 조현우 효과, 신축 축구전용구장인 DGB대구은행파크가 가져온 효과에 삼성 라이온즈의 부진으로 인한 반사 이익이 더해지자 전년 대비 2배 넘게 관중 수가 증가하여 2019 K리그 명실상부 최고의 인기 구단으로 떠올랐으며, 지금도 인기 구단의 지위를 누리고 있다. 이로 인해 대구는 야구의 도시에서 축구 특별시로 불과 1년 만에 탈바꿈하였다. 여기에는 조광래 대표이사의 힘도 크게 작용한다. 결국 대구 FC는 창단 첫 상위 스플릿 진출로 성공적인 시즌을 보냈다. 팀의 주축인 세징야와 조현우는 K리그1 베스트 11에 선정되었다.

## 선수 명단
참고: FIFA 자격 규정에 따라 소속된 국가대표팀 국기를 표시합니다. 선수는 복수의 FIFA 비회원국 국적을 가지고 있을 수 있습니다.
| 번호 | 포지션 | 국적 | 이름     |
| ---- | ------ | ---- | -------- |
| 1    | GK     |      | 최영은   |
| 2    | DF     |      | 황재원   |
| 3    | DF     |      | 정우재   |
| 4    | DF     |      | 카이오   |
| 5    | MF     |      | 지오바니 |
| 6    | DF     |      | 홍정운   |
| 7    | DF     |      | 김진혁   |
| 9    | FW     |      | 에드가   |
| 10   | FW     |      | 라마스   |
| 11   | FW     |      | 세징야   |
| 13   | FW     |      | 권태영   |
| 15   | DF     |      | 이원우   |
| 16   | FW     |      | 전용준   |
| 18   | FW     |      | 정재상   |
| 19   | FW     |      | 박대훈   |
| 21   | GK     |      | 오승훈   |
| 22   | MF     |      | 장성원   |
| 23   | FW     |      | 한서진   |
| 25   | MF     |      | 손승민   |
| 26   | MF     |      | 이진용   |
| 27   | DF     |      | 정현택   |

| 번호 | 포지션 | 국적 | 이름     |
| ---- | ------ | ---- | -------- |
| 28   | DF     | 가나 | 오세이   |
| 29   | DF     |      | 박재현   |
| 30   | FW     |      | 한종무   |
| 31   | GK     |      | 한태희   |
| 32   | FW     |      | 정치인   |
| 33   | FW     |      | 김민준   |
| 34   | DF     |      | 심연원   |
| 35   | MF     |      | 윤태민   |
| 36   | DF     |      | 이제욱   |
| 37   | FW     |      | 정은우   |
| 38   | DF     |      | 이림     |
| 39   | MF     |      | 권광덕   |
| 40   | DF     |      | 박진영   |
| 41   | GK     |      | 박상영   |
| 42   | DF     |      | 정윤서   |
| 43   | FW     |      | 김민영   |
| 44   | MF     |      | 김정현   |
| 45   | DF     |      | 김현준   |
| 46   | MF     |      | 성권석   |
| 47   | FW     |      | 정현철   |
| 51   | GK     |      | 박만호   |
| 55   | DF     |      | 우주성   |
| 66   | DF     |      | 조진우   |
| 70   | DF     |      | 유지운   |
| 74   | MF     |      | 이용래   |
| 77   | FW     |      | 김주공   |
| 88   | MF     |      | 카를로스 |

### 임대 및 군 복무 중인 선수
참고: FIFA 자격 규정에 따라 소속된 국가대표팀 국기를 표시합니다. 선수는 복수의 FIFA 비회원국 국적을 가지고 있을 수 있습니다.
| 번호 | 포지션 | 국적 | 이름                             |
| ---- | ------ | ---- | -------------------------------- |
| —    | DF     |      | 김강산 (김천 상무에서 군 복무중) |
| —    | MF     |      | 고재현 (김천 상무에서 군 복무중) |
| —    | DF     |      | 박세진 (김천 상무에서 군 복무중) |

## 스태프

### 지도자
| 직위               | 이름                           |
| ------------------ | ------------------------------ |
| 구단주대행         | 김정기 (대구광역시장 권한대행) |
| 단장               | 조광래                         |
| 사무국장           | 유재하                         |
| 스카우트           | 성호상                         |
| 감독               | 김병수                         |
| 수석코치           | 주승진                         |
| 코치               | 서동원, 정선호                 |
| 골키퍼 코치        | 이용발                         |
| 플레잉 코치        | 이용래                         |
| 피지컬 코치        | 김성현                         |
| 통역/피트니스 코치 | 이종현                         |
| B팀감독            | 박원재                         |
| 플레잉 코치        | 한희훈                         |
| 전력 분석관        | 박준철                         |
| 물리 치료사        | 노현욱                         |
| 트레이너           | 박해승, 이대균                 |
| 키트 매니저        | 김동규                         |

## 기록과 통계

### 우승 기록

#### 리그
- K리그2

● 준우승 (1): 2016

#### FA컵
- 코리아컵

● 우승 (1): 2018
● 준우승 (1): 2021

### 친선 대회
- 통영컵[10]

● 우승 (1): 2006

### 시즌 결과

#### 리그
| 시즌 | 리그 | 리그 | 리그 | 리그 | 리그 | 리그 | 리그 | 리그 | 리그 | 리그 | FA컵   | ACL    |
| 시즌 | 등급 | 경기 | 승   | 무   | 패   | 득   | 실   | 차   | 승점 | 순위 | FA컵   | ACL    |
| ---- | ---- | ---- | ---- | ---- | ---- | ---- | ---- | ---- | ---- | ---- | ------ | ------ |
| 2003 | 1    | 44   | 7    | 16   | 21   | 38   | 60   | -22  | 37   | 11   | 8강    | -      |
| 2004 | 1    | 24   | 7    | 7    | 10   | 30   | 31   | -1   | 28   | 10   | 32강   | -      |
| 2005 | 1    | 24   | 8    | 6    | 10   | 30   | 29   | +1   | 30   | 8    | 8강    | -      |
| 2006 | 1    | 26   | 8    | 10   | 8    | 32   | 30   | +2   | 34   | 7    | 8강    | -      |
| 2007 | 1    | 26   | 6    | 6    | 14   | 35   | 46   | -11  | 24   | 12   | 16강   | -      |
| 2008 | 1    | 26   | 8    | 2    | 16   | 46   | 58   | -12  | 26   | 11   | 4강    | -      |
| 2009 | 1    | 28   | 5    | 8    | 15   | 20   | 45   | -25  | 23   | 15   | 8강    | -      |
| 2010 | 1    | 28   | 5    | 4    | 19   | 28   | 57   | -29  | 19   | 15   | 32강   | -      |
| 2011 | 1    | 30   | 8    | 9    | 13   | 35   | 46   | -11  | 33   | 12   | 32강   | -      |
| 2012 | 1    | 44   | 16   | 13   | 15   | 55   | 56   | -1   | 61   | 10   | 16강   | -      |
| 2013 | 1    | 38   | 6    | 14   | 18   | 36   | 57   | -21  | 32   | 13↓  | 32강   | -      |
| 2014 | 2    | 36   | 13   | 8    | 15   | 50   | 47   | +3   | 47   | 7    | 32강   | -      |
| 2015 | 2    | 40   | 18   | 13   | 9    | 67   | 47   | +20  | 67   | 3    | 32강   | -      |
| 2016 | 2    | 40   | 19   | 13   | 8    | 53   | 36   | +17  | 70   | 2↑   | 32강   | -      |
| 2017 | 1    | 38   | 11   | 14   | 13   | 50   | 52   | -2   | 47   | 8    | 32강   | -      |
| 2018 | 1    | 38   | 14   | 8    | 16   | 47   | 56   | -9   | 50   | 7    | 우승   | -      |
| 2019 | 1    | 38   | 13   | 16   | 9    | 46   | 37   | +9   | 55   | 5    | 16강   | F조3위 |
| 2020 | 1    | 27   | 10   | 8    | 9    | 43   | 39   | +4   | 38   | 5    | 16강   | -      |
| 2021 | 1    | 38   | 15   | 10   | 13   | 41   | 48   | -7   | 55   | 3    | 준우승 | 16강   |
| 2022 | 1    | 38   | 10   | 16   | 12   | 52   | 59   | -7   | 46   | 8    | 4강    | 16강   |
| 2023 | 1    | 38   | 13   | 14   | 11   | 42   | 43   | -1   | 30   | 6    | 16강   | -      |

## 역대 인물

#### 영구 결번
참고: FIFA 자격 규정에 따라 소속된 국가대표팀 국기를 표시합니다. 선수는 복수의 FIFA 비회원국 국적을 가지고 있을 수 있습니다.
| 번호 | 포지션 | 국적 | 이름                                         |
| ---- | ------ | ---- | -------------------------------------------- |
| 12   |        |      | 지지자연대 "그라지예" 에게 헌정              |
| 24   | DF     |      | 박종진을 기념해 2015년부터 12년간 헌정(임시) |

### 역대 감독
- 취임은 공식 취임식 일자이며 취임식이 없거나 미상인 경우 공식 선임 일자를 기재한다.
- K리그 기록만 집계

| 순번 | 이름     | 취임       | 사임       | 재임시즌  | 경기 | 승 | 무 | 패 | 비고                                           |
| ---- | -------- | ---------- | ---------- | --------- | ---- | -- | -- | -- | ---------------------------------------------- |
| 1대  | 박종환   | 2002/10/24 | 2006/11/05 | 2003–2006 | 155  | 38 | 57 | 60 | 초대 감독                                      |
| 2대  | 변병주   | 2006/11/28 | 2009/12/07 | 2007–2009 | 105  | 28 | 20 | 57 | 배임수재 혐의로 불명예 퇴진                    |
| 3대  | 이영진   | 2009/12/22 | 2011/10/31 | 2010–2011 | 68   | 16 | 16 | 36 |                                                |
| 4대  | 모아시르 | 2011/11/02 | 2012/12/01 | 2012      | 44   | 16 | 13 | 15 | 최초 외국인 감독                               |
| 5대  | 당성증   | 2012/12/03 | 2013/04/20 | 2013      | 8    | 0  | 3  | 5  | 성적부진 책임으로 자진 사퇴                    |
| 6대  | 백종철   | 2013/04/23 | 2013/11/30 | 2013      | 30   | 6  | 11 | 13 | 강등 책임으로 자진 사퇴                        |
| 7대  | 최덕주   | 2013/12/20 | 2014/11/18 | 2014      | 36   | 13 | 8  | 15 | 성적부진 책임으로 자진 사퇴                    |
| 8대  | 이영진   | 2014/11/24 | 2016/08/12 | 2015–2016 | 65   | 28 | 22 | 15 | 성적부진 책임으로 자진 사퇴                    |
| 대행 | 손현준   | 2016/08/13 | 2016/11/21 | 2016      | 16   | 9  | 4  | 3  | 1부 승격                                       |
| 9대  | 손현준   | 2016/11/22 | 2017/05/22 | 2017      | 12   | 2  | 3  | 7  | 정식 감독으로 승격 성적부진 책임으로 자진 사퇴 |
| 대행 | 안드레   | 2017/05/23 | 2017/11/15 | 2017      | 25   | 8  | 11 | 6  |                                                |
| 10대 | 안드레   | 2017/11/16 | 2020/01/28 | 2017–2019 | 77   | 28 | 24 | 25 | 정식 감독으로 승격, 최초 FA컵 우승 감독(2018)  |
| 대행 | 이병근   | 2020/01/30 | 2020/11/05 | 2020      | 27   | 10 | 8  | 9  |                                                |
| 11대 | 이병근   | 2020/11/06 | 2021/12/20 | 2021      | 38   | 15 | 10 | 13 | 정식 감독으로 승격, 최초 선수 출신 감독        |
| 12대 | 가마     | 2021/12/22 | 2022/08/14 | 2022      | 27   | 5  | 12 | 10 | 성적부진 책임으로 자진 사퇴                    |
| 대행 | 최원권   | 2022/08/15 | 2022/11/07 | 2022      | 11   | 5  | 4  | 2  |                                                |
| 13대 | 최원권   | 2022/11/07 | 2024/04/19 | 2023-2024 |      |    |    |    | 정식 감독으로 승격 성적부진 책임으로 자진 사퇴 |
| 대행 | 정선호   | 2024/04/19 | 2024/04/22 | 2024      | 1    | 0  | 1  | 0  |                                                |
| 14대 | 박창현   | 2024/04/23 | 2025/04/13 | 2024-2025 | 41   | 11 | 10 | 20 | 성적부진 책임으로 자진 사퇴                    |
| 대행 | 서동원   | 2025/04/13 | 2025/05/26 | 2025      |      |    |    |    |                                                |
| 15대 | 김병수   | 2025/05/27 |            | 2025-     |      |    |    |    |                                                |

## 스폰서
| 년도      | 유니폼 스폰서 | 메인 스폰서       |
| --------- | ------------- | ----------------- |
| 2003      | 카파          | 대구은행          |
| 2004      | 호마          | 대구은행/쉬메릭   |
| 2005      | 키카          | 대구은행/두산건설 |
| 2006      | 키카          | 두산건설          |
| 2007      | 로또          | 대구은행          |
| 2008      | 로또          | 두산건설          |
| 2009~2010 | 호마          | 두산건설          |
| 2011~2014 | 험멜          | 대구은행          |
| 2015~2017 | 켈미          | 대구은행          |
| 2018      | 험프          | 대구은행          |
| 2019~2020 | 포워드        | 대구은행          |
| 2021~2024 | 골스튜디오    | 대구은행          |
| 2025~     | 골스튜디오    | iM뱅크            |

## 경기장
홈 경기장은 대구iM뱅크PARK이다. 2019시즌부터 사용하고 있다.
대구 FC가 창단한 2002년 말부터 2018년까지는 대구스타디움(과거 대구월드컵경기장)을 사용했다.
2003년 하계 유니버시아드, 2011년 세계육상선수권대회 등의 국제 대회가 개최될 시에는 대구시민운동장에서 홈 경기가 개최된 적이 있었다.

## 클럽 하우스
클럽하우스는 '스카이 포레스트'이다.  대구시 수성구 대흥동 대구스타디움 뒷산에 위치하고 있다. 지상 4층(4천265㎡) 규모로 숙소 43실을 비롯해 웨이트 트레이닝실·시청각실·휴게실·식당 등으로 구성되어 있다.

## 엠블럼과 마스코트
클럽 마스코트는 '빅토'와 '리카'이다. 빅토는 빅토행성 왕족 출신의 외계인이다. 더 넓은 세상이 궁금해져 무작정 지구에 왔다가, 우연히 대구FC 마스코트 지원에 모집했더니 합격하게 되었다고 한다.
리카는 사람을 좋아하고 호기심이 왕성한 고슴도치이다. 자신의 가시때문에 사람들이 다치자 상처를 받아 공으로 가시를 덮었다.

## 서포터즈
대구 FC 서포터는 다수의 소모임이 하나로 연대한 형태를 띠고 있으며, 이는 대구FC 창단 당시 대구FC 서포터즈 연합을 시작으로 하여 현재까지 유지되어 오고 있다. 현재 정식명칭은 '대구FC 지지자 연대 그라지예'이며 줄여서 '그라지예'라는 이름으로 통용되고 있다.
그라지예라는 이름은 2011년 12월 21일 내부 공모를 통해 선정한 이름으로써 대구FC 서포터는 그라지예라는 이름으로 역사상 최초의 연대 닉네임을 선정하였다. 그라지예라는 이름은 한국어로 동의한다는 뜻인 "그렇게 하지요"를 경상도식 방언으로 표현한 말임과 동시에 이탈리아어 "Grazie(감사합니다)"의 발음을 가져온 것으로 선수들에게 늘 감사한 마음을 갖고 응원한다는 의미를 갖고 있다.
2019년 기준으로 활동 중인 연대 구성 모임은 총 4개로 구성되어 있으며, 구름, FC02,예그리나, 낭띠, 달구벌 유니온이라는 이름으로 각각 활동하고 있다.

## 참고 문헌
- “스포츠지원포털 등록 현황”. 대한체육회.
- “KFA 통합경기정보 시스템”. 대한축구협회.
- “K리그 데이터 포털”. 한국프로축구연맹.

## 같이 보기
- 대구 FC B